# Jacobiasca kabatorensis
Jacobiasca kabatorensis är en insektsart som beskrevs av Einyu och M. Firoz Ahmed 1980. Jacobiasca kabatorensis ingår i släktet Jacobiasca och familjen dvärgstritar.
Artens utbredningsområde är Uganda. Inga underarter finns listade i Catalogue of Life.